# Stephanopodium
Stephanopodium là một chi thực vật có hoa trong họ A tràng (Dichapetalaceae).

## Các loài
- Stephanopodium angulatum (Little) Prance
- Stephanopodium aptotum L.C. Wheeler
- Stephanopodium blanchetianum Baill.
- Stephanopodium costaricense Prance
- Stephanopodium cuspidatum Prance
- Stephanopodium engleri Baill.
- Stephanopodium estrellense Baill.
- Stephanopodium gentryi Prance
- Stephanopodium longipedicellatum Prance
- Stephanopodium magnifolium Prance
- Stephanopodium organense (Rizzini) Prance
- Stephanopodium peruvianum Poepp.
- Stephanopodium sessile Rizzini
- Stephanopodium venezuelanum Prance